# 衛茲
衛茲（？年—190年），字子許，陳留襄邑人，東漢末年人物，舉孝廉。《三國演義》中，其被誤植為衛弘。

## 生平
陳留孝廉，中平六年（189年）以家財資助曹操起兵，助其徵得五千餘人，獲基本之戰力，得於己吾起兵。後跟随張邈、曹操討伐董卓，在滎陽作戰時身亡。

## 家庭

### 子
- 衛臻，東漢末及三國時曹魏官員，官至司徒。

### 孫
- 衛烈，嗣子，官至光祿勳。
- 衛京，衛烈之弟，泰始年間官至南陽太守、河內太守[4]。
- 衛楷，衛烈之弟，任二千石官。

### 曾孫
- 衛權，晉惠帝時任尚書郎。